# Dive (Maaya Sakamoto)
Dive è il secondo album della cantante giapponese Maaya Sakamoto.. Come nel primo album, Yōko Kanno ha prodotto questo disco, mentre tutti i testi sono stati scritti dalla Sakamoto e Yūho Iwasato, ad eccezione di Baby Face e Heavenly Blue, scritte insieme a Tim Jensen.

## Tracce
1. I.D. - 4:41
2. Hashiru (Album Ver.) (走るì) - 5:34
3. Baby Face - 4:40
4. Getsuyou no Asa (月曜の朝) - 4:07
5. Pilot (パイロットì) - 	3:56
6. Heavenly Blue - 4:49
7. Peace (ピース) - 4:51
8. Yucca (ユッカ?) - 4:54
9. Neko to Inu (ねこといぬ) - 4:04
10. Kodoku (孤独) - 4:58
11. Dive - 5:26

## Classifiche
| Classifica           | Posizione massima |
| -------------------- | ----------------- |
| Oricon Weekly Albums | #44               |